# 儀礼 (経書)
『儀礼』（ぎらい）は、儒教の経書の一つ。礼について記す。十三経の一つであり、『礼記』『周礼』と共に三礼の一つである。前漢の魯国の高堂生が伝えた『士礼』（しらい）17篇とされ、五経の一つ礼経として重視された。『儀礼』の名は晋代から始まる。周公旦制定や孔子編纂説がある。
周の階級秩序は王・諸侯・卿・大夫・士であり、『儀礼』は士に関する礼を中心とするが、一部、大夫礼と諸侯之礼が含まれている。古代の風習を知るには三礼の中で最も便利である。
日本語版は池田末利訳註『儀禮』東海大学古典叢書 全5巻：東海大学出版会で発刊されている。